# 廣陵王璽

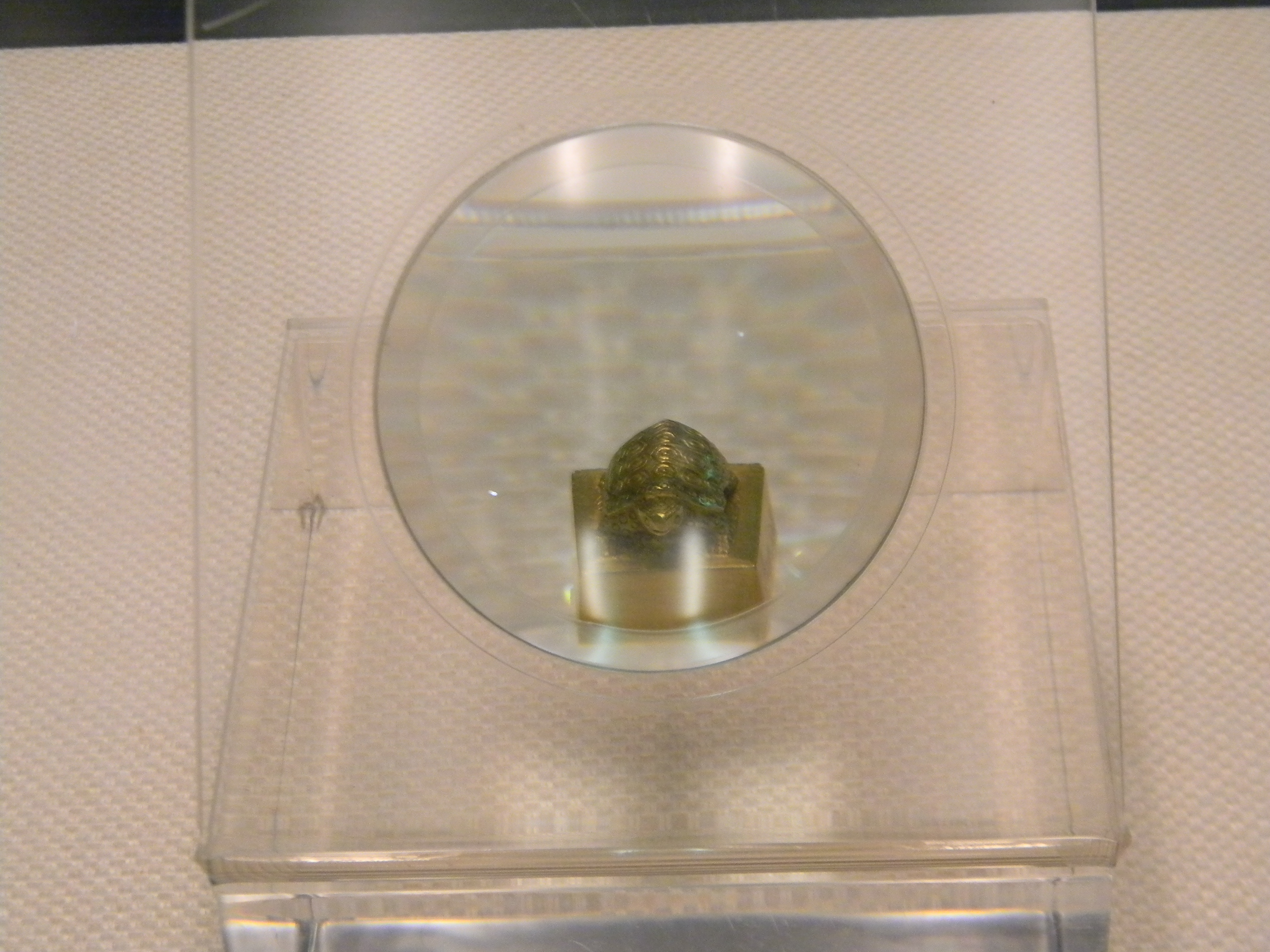
汉广陵王玺金印，藏杨州市汉广陵王墓博物馆

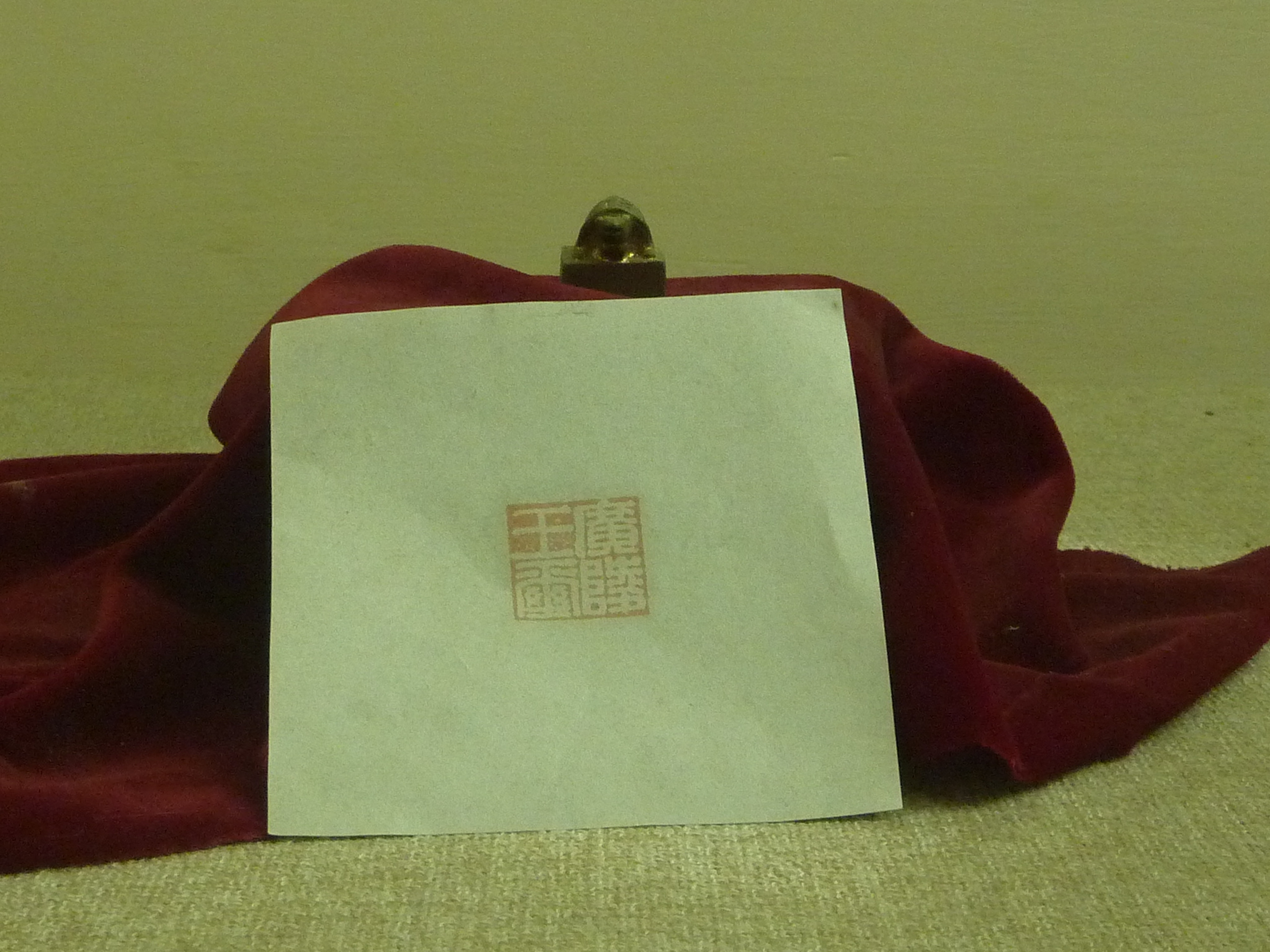
广陵王玺印文

1981年，揚州市附近的邗江縣，一處漢墓出土了「廣陵王璽」龜鈕金印，該印23毫米見方，通高21毫米，重122.8克。漢制一寸，篆體凝重，刀法老練。《後漢書•明帝紀》云：「永平元年（58年）八月卯子徒山陽王荊爲廣陵王。」隨著三十多年來的考古成果所見，漢代分封諸侯王的授印大有講究，东南方諸王用蛇鈕，北方用羊鈕，而西北則用駝鈕，均與當地物產有關，只有漢室內部分封劉姓諸王用龜鈕，可謂級別最高。

## 发现经过
1981年2月24日，邗江县甘泉公社老山大队社员陶秀华，在扒土时发现了一个黄亮亮的小玩意儿，随手放进了兜里。收工后一清洗，才发现是枚印章。凑巧，她的丈夫曾在考古队做过民工，觉得这东西不寻常。夫妻俩赶到南博，一鉴定才知道这小印章果真是个大宝贝。
原来，1980年南博对甘泉二号汉墓进行考古发掘，这座古代即被盗的古墓内堆满了碎砖、杂土和陶瓦片，被清理出来后就堆在考古工地四周。第二年当地组织社员修路，陶秀华在取土铺路时发现了这枚金印。
当年的考古领队纪仲庆清楚地记得，考古队在这座大墓里发现了大量文物。有一件雁足铜灯，底盘周缘铸有“山阳邸铜雁足长镫建武廿八年造比十二”的铭文。

## 印玺主人

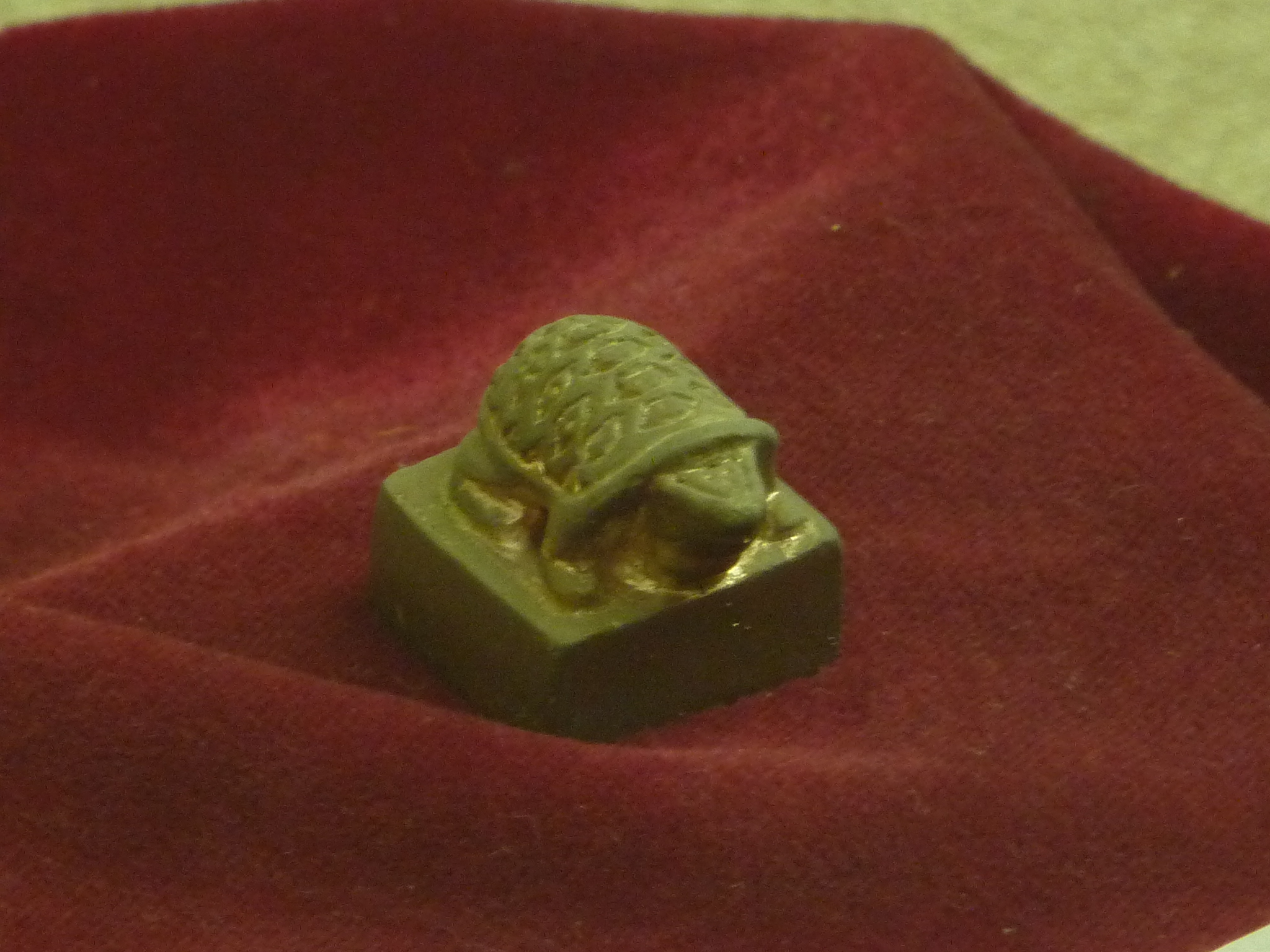

据《后汉书》等史书记载，东汉光武帝刘秀之九子刘荆于建武十七年被封为山阳王，汉明帝刘庄于永平元年又将刘荆被徙封为广陵王，雁足灯和金印上的文字表明，刘荆是墓主确凿无疑。
刘荆有才能且喜好法律，但生性刻薄。光武帝去世后，他假冒东海王刘强的舅舅郭况，写信给刘强煽动叛乱，刘强告发了此事。明帝念刘荆是同母兄弟，便打发他回到河南的王宫。后来西羌叛乱，刘荆又谋划策反，消息又一次走漏。这次，刘庄没原谅他。八月，他被贬徙改封为广陵王，甘泉二号汉墓出土的印玺就是他的封印。当了广陵王后，刘荆叫来看相的人说：“我长得很像先帝。先帝30岁得天下，我也30岁了，可以起兵了吗？”看相的人也告发了他，刘荆吓得把自己关进牢里，向朝廷请罪。汉明帝再一次原谅了他，并派国相、中尉小心“护卫”他。永平十年，刘荆派巫师于祭祀时诅咒朝廷。而这一次告发，刘荆只能畏罪自杀，死后被赐谥号“思王”。